# Gösta Danielsson
Gösta Erik Vilhelm Danielsson (nacido el 24 de junio de 1912 en Helenelund, fallecido el 17 de octubre de 1978 en Knivsta) fue un ajedrecista sueco.

## Trayectoria como ajedrecista
Fue 4º en Estocolmo en 1934 (triunfo de Erik Lundin), quedó 3º-4º en Falun en el mismo año ( victoria conjunta de Lundin y Olof Kinnmark), fue 3º-4º, por detrás de Paul Felix Schmidt y Paul Keres, en Tallin en 1935, y ganó en Gotemburgo en 1935 (cuadrangular).
En septiembre de 1935, participó en un enfrentamiento entre Suecia y Alemania (Sistema Scheveningen) en Sopot. En 1937, fue 3º-4º en Estocolmo (triunfo de Reuben Fine). En 1939, quedó 6º en Alingsås (victoria de Gideon Ståhlberg).
Danielsson representó a Suecia en diferentes Olimpiadas de Ajedrez :
- En 1935, en el cuarto tablero en la 6º Olimpiada de Ajedrez en Varsovia (+12 -1 =6)
- En 1936, en el cuarto tablero en la 3º Olimpiada de Ajedrez no Oficial en Múnich (+2 -0 =7)
- En 1937, en el cuarto tablero en la 7º Olimpiada de Ajedrez en Estocolmo (+12 -2 =4)
- En 1939, en el cuarto tablero en la 8º Olimpiada de Ajedrez en Buenos Aires (+7 -3 =5)
- En 1952, como segundo reserva en la 10º Olimpiada de Ajedrez en Helsinki (+1 -2 =3)

Ganó la medalla de oro individual en Estocolmo 1937, y tres medallas de plata (por equipos e individual en 1935 en Varsovia, e individual en Múnich 1936).
En septiembre de 1942, ganó en Múnich (1º Campeonato de Europa Individual de ajedrez - Europameisterschaft, Wertungsturnier - Torneo de Clasificación).
En 1955 ganó el Campeonato Nacional Sueco.